# Iva Zanicchi
Iva Zanicchi (Ligonchio, 1940. január 18. –) olasz énekesnő.

## Diszkográfia

### Nagylemezek
- 1965 Iva Zanicchi
- 1967 Fra noi
- 1968 Unchained Melody
- 1970 Iva senza tempo
- 1970 Caro Theodorakis… Iva
- 1971 Caro Aznavour
- 1971 Shalom
- 1972 Fantasia
- 1972 Dall'amore in poi
- 1973 Le giornate dell'amore
- 1973 Dolce notte santa notte (album natalizio)
- 1974 Io ti propongo
- 1974 ¿Chao Iva còmo estas? (1° album in spagnolo, per il mercato latino)
- 1975 Io sarò la tua idea
- 1976 Confessioni
- 1976 The Golden Orpheus '76 (live in Bulgaria)
- 1976 Cara Napoli
- 1978 Con la voglia di te
- 1978 Playboy
- 1980 D'Iva
- 1980 D'Iva (in spagnolo) (2° album in spagnolo, per il mercato latino)
- 1981 Iva Zanicchi
- 1981 Nostalgias (3° album in spagnolo, per il mercato latino)
- 1982 Yo, por amarte (4° album in spagnolo, per il mercato latino)
- 1984 Quando arriverà
- 1984 Iva 85
- 1987 Care colleghe
- 1988 Nefertari
- 1991 Come mi vorrei
- 2003 Fossi un tango
- 2009 Colori d'amore
- 2013 In cerca di te

### Kislemezek (Olaszország)
- 1963 Zero in amore / Come un tramonto
- 1963 Tu dirai/Sei ore
- 1964 Come ti vorrei/La nostra spiaggia
- 1964 Credi/Resta sola come sei
- 1964 Come ti vorrei / Chi potrà amarti
- 1965 I tuoi anni più belli / Un altro giorno verrà
- 1965 Accarezzami amore / Mi cercherai
- 1965 Caro mio / Non tornar mai
- 1966 La notte dell'addio / Caldo è l'amore
- 1966 Fra noi / Gold Snake
- 1966 Ma pecché / Tu saje a verità
- 1966 Monete d’oro / Ci amiamo troppo
- 1967 Non pensare a me / Vita
- 1967 Quel momento / Dove è lui
- 1967 Le montagne (ci amiamo troppo) / Vivere non vivere
- 1967 Dolcemente / Come stai bene e tu?
- 1968 Per vivere / Non accetterò
- 1968 Amore amor / Sleeping
- 1968 La felicità / Anche così
- 1968 La felicità / Ci vuole così poco
- 1968 Senza catene / Diverso dagli altri
- 1969 Zingara / Io sogno
- 1969 Due grosse lacrime bianche / Tienimi con te
- 1969 Un bacio sulla fronte / Accanto a te
- 1969 Che vuoi che sia / Perché mai
- 1969 Vivrò / Estasi d'amore
- 1970 L'arca di Noé / Aria di settembre
- 1970 Un uomo senza tempo / Un attimo
- 1970 Un fiume amaro / Il sogno é fumo
- 1970 Un fiume amaro / Tienimi con te
- 1970 Una storia di mezzanotte / Il bimbo e la gazzella
- 1971 La riva bianca,la riva nera / Tu non sei più innamorato di me
- 1971 Coraggio e paura / Sciogli i cavalli al vento
- 1972 Ma che amore / Il mio bambino
- 1972 Nonostante lei / Non scordarti di me
- 1972 Alla mia gente / Dall'amore in poi
- 1972 La mia sera / Il sole splende ancora
- 1972 Mi ha stregato il viso tuo / A te
- 1973 I mulini della mente / Basterà
- 1973 Le giornate dell'amore / Chi mi manca é lui
- 1973 Fred Bongusto:White Crhistmas/ Natale dura un giorno
- 1974 L'indifferenza / Sarà domani
- 1974 Ciao cara come stai? / Vendetta
- 1974 Testarda io / Sei tornato a casa tua
- 1975 Testarda io / E la notte é qui
- 1975 Io sarò la tua idea / Jesus
- 1976 Mamma tutto / Dormi,amore dormi
- 1976 I discorsi tuoi / Confessioni
- 1977 Arrivederci padre / Che uomo sei
- 1977 Munasterio 'e Santa Chiara / 'O destino
- 1977 Mal d'amore / Selvaggio
- 1978 Con la voglia di te / Sei contento
- 1979 Per te / Pronto 113
- 1979 La valigia / Ditemi
- 1979 A parte il fatto / Capirai
- 1981 Ardente / E tu mai
- 1983 Aria di luna / Amico
- 1984 Chi (mi darà) / Comandante
- 1984 Quando arriverà / Sera di vento
- 1985 Da domani senza te / Aria di luna
- 1987 Volo / Uomini e no
- 2001 Ho bisogno di te
- 2009 Ti voglio senza amore